# Karpówka (jezioro)
Karpówka – jezioro w woj. wielkopolskim, w powiecie chodzieskim, w gminie Szamocin, leżące na terenie Pojezierza Chodzieskiego.

## Dane morfometryczne
Powierzchnia zwierciadła wody według różnych źródeł wynosi od 3,9 ha do 4,64 ha (lustra wody i ogólna).
Zwierciadło wody położone jest na wysokości 64,3 m n.p.m.

## Hydronimia
Według spisu opracowanego przez Komisję Nazw Miejscowości i Obiektów Fizjograficznych (KNMiOF) nazwa tego jeziora to Karpówka. W niektórych publikacjach topograficznych jezioro to występuje pod nazwą Korne.
Dane z państwowego rejestru nazw geograficznych podają tylko nazwę Karpówka i nie podają nazw obocznych.